# Zsíros Ágnes
Zsíros Ágnes (névvariáns: Zsíros Ági) (Budapest, 1962. december 16. – Budapest, 1999. december 6.) magyar színésznő.

## Életpálya
1986-ban végzett a Színház- és Filmművészeti Főiskolán, ahol Carlo Gozzi Szarvaskirály című drámájának Smeraldina szerepében tűnt ki. Először a Radnóti Miklós Színház szerződtette. Itt Molnár Ferenc: Az ibolya című darabjában Ilonka szerepét alakította emlékezetesen, Kern András és Jordán Tamás partnereként. 1987-től a Vígszínház, 1991-től a veszprémi Petőfi Színház tagja volt. Vendégként a Katona József Színházban játszotta Csitri szerepét Spiró György Csirkefej című drámájában. Szerepelt olyan jelentős magyar filmekben, mint az Eldorádó vagy a Csapd le csacsi!. Utolsó fontosabb szerepét Tatabányán játszotta a Jászai Mari Színházban: Rozinát, a grófnét alakította Beaumarchais Figaro házassága című darabjában. Fiatalon, 10 nappal 37. születésnapja előtt hunyt el.

## Fontosabb színházi szerepei
- Carlo Gozzi: A szarvaskirály... Smeraldina
- Aphra Behn: A kalóz... Lucetta, kacér nőszemély
- Szép Ernő és a lányok... női főszerep
- Molnár Ferenc: Az ibolya... Ilonka
- Lengyel Menyhért: Az árny... Krisztina, színésznő
- Herczeg Ferenc: Kék róka... Lencsi
- Spiró György: Csirkefej... Csitri
- Spiró György – Másik János: Ahogy tesszük... Anci
- Pataki Éva: Edith és Marlene... Momone
- Tamkó Sirató Károly: Mesélő kert... Tövi; Pinty; Kikkel Kukk
- Horváth Péter – Novák János: Enyém a vár... Hencegő Hercegnő, fogoly
- Sütő András: Álomkommandó... Krisztina
- Mario Vargas Llosa: Pantaleon és a hölgyvendégek... Iris, hölgyvendég
- Kárpáti Péter: Az út végén folyó... Mari
- Kornis Mihály: Körmagyar... Az édes kislány
- Csukás István: Ágacska... Pösze egér
- Heltai Jenő: A néma levente... Zilia Duca
- Marc Camoletti: Négy meztelen férfi... Berthe
- Sultz Sándor: A várakozóművész... Margit
- Hunyady Sándor: Bakaruhában... Julcsa
- Carlo Goldoni: Mirandolina... Mirandolina
- Pierre-Augustin Caron de Beaumarchais: Figaro házassága... Rozina (grófné) (Jászai Mari Színház, Népház - Tatabánya)

## Film- és tévészerepei
- Örökkön-örökké (tévéfilm, 1984)
- Sortűz egy fekete bivalyért (1984)
- 33 névtelen levél (tévéfilm, 1985) – Iksz Zsuzsika
- A nagy generáció (1985)
- Kard és kocka (tévéfilm, 1986) – Pólika
- Spiró György: Csirkefej (színházi előadás tv-felvétel, 1986) – Csitri
- Dada (tévéfilm, 1987)
- Koldus Napóleon (tévéfilm, 1987) – Lány
- Nyolc évszak (tévésorozat, 1987) – Németh Etel (8. részben)
- Szomszédok (tévésorozat, 1987) – Abonyi Erika (18. részben)
- Csicsóka és a Moszkítók (tévéfilm, 1988) – Gizike
- Eldorádó (1988)
- Freytág testvérek 1-5. (tévésorozat, 1989) – Minka
- Halállista (tévéfilm, 1989) – Rendőrnő
- Heten Budapest ellen (tévéfilm, 1989)
- Szeszélyes évszakok (1989)
- Édes Anna (tévéfilm, 1990)
- Tükörgömb (tévéfilm, 1990)
- Csapd le csacsi! (1991) – Bözsi
- Ördög vigye (1992) – Margit
- Edith és Marlene (tévéfilm, 1992) – Momon
- Kutyakomédiák (tévésorozat) (tévésorozat, 1992) – Teca
- Armelle (tévéfilm, 1993)
- Leonida naccsás úr és a reakció (rövid tévéfilm, 1994) – Safta

## Szinkronszerepei

### Filmek
| Év   | Cím                                                                    | Szereplő          | Színész          | Szinkron éve |
| ---- | ---------------------------------------------------------------------- | ----------------- | ---------------- | ------------ |
| 1930 | A gyilkos                                                              | N/A               | N/A              | 1999         |
| 1958 | Légy szép és tartsd a szád! (2. magyar szinkron)                       | Virginie Dumayet  | Mylène Demongeot | 1986         |
| 1970 | A 22-es csapdája (2. magyar szinkron)                                  | Duckett nővér     | Paula Prentiss   | 1996         |
| 1971 | Minden lében két kanál – 13. rész: A hosszú búcsú (2. magyar szinkron) | Space Queen       | Valerie Leon     | 1984         |
| 1976 | Hegyi ember                                                            | Kathleen Clark    | Cheryl Miller    | 1990         |
| 1981 | És mindenki nevetett                                                   | N/A               | N/A              | 1999         |
| 1981 | Végtelen szerelem                                                      | Jade Butterfield  | Brooke Shields   | 1987         |
| 1984 | A kaméliás hölgy                                                       | Prudence Duvorney | Billie Whitelaw  | 1992         |
| 1985 | Silverado (1. magyar szinkron)                                         | N/A               | N/A              | 1987         |
| 1988 | Apa kerestetik                                                         | Ines              | Andrea Lüdke     | 1990         |
| 1988 | Huhogók!                                                               | Viviane           | Isabelle Gélinas | 1989         |
| 1988 | Purgatórium                                                            | Melanie           | Julie Pop        | 1989         |
| 1989 | Kígyószerződés                                                         | Mary Ann          | Danette Mackay   | 1995         |
| 1997 | Csillagkapu I. (tévésorozat)                                           | N/A               | N/A              | 1999         |

### Rajzfilmek
| Év        | Cím                                            | Szereplő              | Szinkronhang | Szinkron éve |
| --------- | ---------------------------------------------- | --------------------- | ------------ | ------------ |
| 1987-1988 | Grimm legszebb meséi                           | N/A                   | N/A          | 1994-1995    |
| 1990      | Óz, a csodák csodája                           | N/A                   | N/A          | 1996         |
| 1992      | A szépség és a szörnyeteg (1. magyar szinkron) | Rossz tündér          | N/A          | 1995         |
| 1994      | A varázsfuvola                                 | N/A                   | N/A          | 1997         |
| 1995      | 80 nap alatt a Föld körül Willy Foggal         | Főpapnő               | N/A          | 1997         |
| 1995      | Sandokan (1. magyar szinkron)                  | További szereplők     | N/A          | 1996         |
| 1999      | Toy Story – Játékháború 2.                     | Reptéri hangosbemondó | N/A          | 1999         |